# Beilschmiedia myrciifolia
Beilschmiedia myrciifolia là loài thực vật có hoa trong họ Nguyệt quế. Loài này được (S.Moore) Robyns & R.Wilczek miêu tả khoa học đầu tiên năm 1949.